# Fjodor Pantelejmonovič Aleksopol
Fjodor Pantelejmonovič Aleksopol (rusko Фёдор Пантелеймонович Алексополь), ruski general grškega rodu, * 1758, † 1816.
Bil je eden izmed pomembnejših generalov, ki so se borili med Napoleonovo invazijo na Rusijo.
Njegov portret je bil eden izmed 13, ki niso bili nikoli izdelani za Vojaško galerijo Zimskega dvorca.

## Življenje
2. decembra 1775 je vstopil v vojaško šolo in 16. junija 1781 je bil kot zastavnik dodeljen Rjažskemu pehotnemu polku. V letih 1787-91 se je boril proti Turkom. 28. aprila 1799 je bil imenovan za poveljnika 15. lovskega polka; slednji je bil pozneje preimenovan v 14. lovski polk. 
8. junija 1800 je bil povišan v polkovnika. V letih 1800-02 se je boril na Kavkazu. 17. decembra 1802 je postal poveljnik 18. lovskega polka; 12. decembra 1807 je bil pa povišan v generalmajorja. Naslednje leto je postal brigadni poveljnik v 23. pehotni diviziji. Slednji, 2. brigadi, je poveljeval med patriotsko vojno leta 1812. 
Leta 1814 je postal poveljnik 4. in 21. pehotne divizije. Po vojni je postal poveljnik 3. brigade 6. pehotne divizije. 
Zaradi starih ran je bil 14. marca 1816 upokojen iz aktivne vojaške službe.